# Накаджима-Фарран, Исси
Исси Морган Накаджима-Фарран (англ. Issey Morgan Nakajima-Farran; родился 16 мая 1984 года в Калгари, Канада) — канадский футболист, нападающий клуба «Си-си-би Эл-эф-си Юнайтед». Выступал в сборной Канады.
Исси родился в семье выходца из Зимбабве и японки. Младший брат Исси — Парис также профессиональный футболист.

## Клубная карьера
Исси тренировался в молодёжных командах английского «Кристал Пэлас» и японских «Токио Верди». В 2003 году он начал профессиональную карьеру в команде «Альбирекс Ниигата», но дебютировать за неё так и не успел. В 2004 году Накаджима-Фарран перешёл в сингапурский «Альбирекс Ниигата Сингапур». В дебютном сезоне в С-Лиге он был признан лучшим молодым футболистом года.
В начале 2006 года интерес к Исси проявляли английские «Миллуолл» и «Портсмут», но он подписал контракт с датским «Вайле», сроком на два года. В первом же сезоне Накаджима-Фарран помог новому клубу выиграть первенство первого датского дивизиона и выйти в Суперлигу.
Летом 2007 года Исси подписал четырёхлетний контракт с клубом «Норшелланн». Отыграв два сезона он перешёл в «Хорсенс», заключив соглашение на три года. В первом же сезоне он помог команду выйти в элиту. В 2011 году контракт Исси с датской командой закончился и он отправился в Австралию, где стал футболистом «Брисбен Роар». 8 октября в матче против «Сентрал Кост Маринерс» Накаджима-Фарран дебютировал в Эй-лиге. 28 октября в поединке против «Аделаида Юнайтед» Исси забил свой первый гол за «Роар». В том же сезоне он стал чемпионом Австралии.
Летом 2012 года Исси перешёл в кипрский АЕК из Ларнаки. 2 сентября в матче против «Алки» он дебютировал в кипрском 1 дивизионе. 20 октября в поединке против «Айя Напы» Накаджима-Фарран забил свой единственный гол за клуб из Ларнаки. Исси не часто выходил на поле в основе и в начале 2013 года он на правах аренды перешёл в «Алки», где отыграл следующие полгода.
В 2014 году он вернулся на родину, где 28 марта подписал контракт с «Торонто». 30 марта в матче против «Реал Солт-Лейк» Исси дебютировал в MLS. 5 апреля в поединке против «Коламбус Крю» он забил свой первый гол за канадский клуб.
16 мая 2014 года Накаджима-Фарран с распределительными средствами был обменян в «Монреаль Импакт» на Коллена Уорнера. 24 мая в матче против «Колорадо Рэпидз» он дебютировал за новую команду. 16 января 2015 года «Монреаль Импакт» отчислил Накаджиму-Фаррана.
1 апреля 2015 года Накаджима-Фарран подписал контракт с малайзийским клубом «Тренгану». 1 ноября 2017 года он покинул клуб по взаимному согласию сторон.
В апреле 2018 года он присоединился к «Пахангу».
5 марта 2019 года Накаджима-Фарран подписал контракт с клубом «Пасифик» перед инаугуральным сезоном Канадской премьер-лиги.

## Международная карьера
В ноябре 2006 года в товарищеском матче против сборной Венгрии Исси дебютировал за сборную Канады.
В 2007 году он помог сборной завоевать серебряные медали Золотого кубка КОНКАКАФ. На турнире Накаджима-Фарран сыграл против команд Гаити, Гватемалы и США.
15 июня 2008 года в отборочном матче чемпионата мира 2010 против сборной Сент-Винсента и Гренадин Накаджима-Фарран забил свой первый гол за национальную команду.
В 2009 году Исси во второй раз принял участие в розыгрыше Золотого кубка КОНКАКАФ, где сыграл в поединке против сборной Коста-Рики.
В 2011 году Накаджима-Фарран в третий раз попал в заявку на участие в Золотом кубка КОНКАКАФ, но на этот раз был запасным и на поле не вышел.
В 2013 году Исси в четвёртый раз принял участие в Золотом кубка КОНКАКАФ. На турнире он сыграл в матчах против Мексики и Панамы.

### Голы за сборную Канады
| #   | Дата         | Место                                                   | Противник                | Счёт | Результат | Соревнование                     |
| --- | ------------ | ------------------------------------------------------- | ------------------------ | ---- | --------- | -------------------------------- |
| 01. | 20 июня 2008 | Арнос-Вейл Стэдиум, Кингстаун, Сент-Винсент и Гренадины | Сент-Винсент и Гренадины | 0:1  | 0:3       | Чемпионат мира 2010 квалификация |

## Достижения
Командные
 «Брисбен Роар»
- Чемпион Австралии — 2011/12